# Rogier Bernard III van Foix
Rogier Bernard III van Foix (circa 1243 - Tarascon-sur-Ariège, 3 maart 1302) was van 1265 tot aan zijn dood graaf van Foix, van 1290 tot aan zijn dood burggraaf van Béarn en van 1278 tot aan zijn dood co-vorst van Andorra. Hij behoorde tot het huis Foix.

## Erfopvolging en conflict met koning Filips III van Frankrijk
Rogier Bernard III was de zoon van graaf Rogier IV van Foix en diens echtgenote Brunissenda, dochter van burggraaf Raymond VIII van Cardona. In 1265 volgde hij zijn vader op als graaf van Foix.
In het begin van zijn bewind kwam Rogier Bernard III in conflict met koning Filips III van Frankrijk, in de context van de al zeer lange wens van het koninkrijk Frankrijk om de autoriteit te versterken in de Languedoc, die al sinds de 10e eeuw praktisch autonoom was. Het conflict begon toen Rogier Bernard III in 1272 een bondgenootschap sloot met graaf Gerold VI van Armagnac om de heer van Sompuy aan te vallen, die daarop bescherming ging vragen aan de Franse koning.
Rogier Bernard III en Gerolt VI negeerden het koninklijk bevel om de heer van Sompuy met rust te laten en begonnen een oorlog tegen hem. Filips maakte vervolgens van de erfrechten van zijn oom Alfons van Poitiers gebruik om de Languedoc binnen te vallen aan het hoofd van een groot leger. Rogier Bernard vluchtte naar zijn kasteel in Foix, terwijl zijn landerijen werden ingenomen door Eustache de Beaumarchès, de seneschalk van Toulouse.
Rogier Bernard liet zich vervolgens onder de bescherming van koning Jacobus I van Aragón plaatsen, die streefde naar vredesonderhandelingen. Hij vroeg echter harde en onacceptabele voorwaarden. Als reactie begon Filips III op 3 juni 1272 de stad Foix te belegeren en op 5 juni viel de citadel in handen van de Franse troepen nadat sappeurs de verdedigingswallen hadden vernietigd. Rogier Bernard gaf zich over en werd als gevangene afgevoerd naar Carcassonne.
Het conflict tussen Jacobus en Filips III kwam echter niet onmiddellijk ten einde. Zo weigerde Jacobus de eisen die Filips III voor de vrijheid van Rogier Bernard stelde te vervullen. Op 8 februari 1273 werd uiteindelijk het conflict opgelost toen de koning van Aragón zijn claims opgaf. Nog voor het einde van het jaar werd Rogier Bernard III vrijgelaten, waarna hij de Franse koning huldigde en een deel van zijn geconfisqueerde landerijen terugkreeg. Na deze verwikkelingen bleef de band tussen de graaf van Foix en de koning van Frankrijk vrij goed en in december 1277 werd hij door Filips III een van zijn meest loyale en betrouwbare vazallen genoemd.

## Oorlog om de erfopvolging in Navarra
Na de dood van koning Hendrik I van Navarra in 1274 ontstond er een dispuut om de erfopvolging in het kleine koninkrijk. Hendriks erfgename van zijn dochter Johanna, die gehuwd was met de latere koning Filips IV van Frankrijk. Het koninkrijk Aragón verzette zich tegen deze erfopvolging, omdat Navarra zo onder de controle van Frankrijk zou komen. Omdat de erfenis van Johanna en Filips te verzekeren, leidde Rogier Bernard in september 1276 een Frans leger naar Navarra. Hij nam de Navarrese hoofdstad Pamplona in en verwoestte deze stad. Als compensatie daarvoor kreeg Rogier Bernard III van koning Filips III van Frankrijk al zijn gebieden ten zuiden van Pas de La Barre terug. 

## Vorming van Andorra
Tijdens zijn bewind sloot Rogier Bernard een diplomatiek akkoord met de bisschop van Urgell betreffende het bezit van Andorra, een klein berggebied waar de graven van Foix en de graven en de bisschoppen van Urgell een lang dispuut over hadden. Na de lange onderhandelingen sloten hij en de bisschop van Urgell op 8 september 1278 een verdrag waarbij Andorra voortaan een condominium werd zowel bestuurd door de graaf van Foix als de bisschop van Urgell. De regeringsvorm die in dit verdrag werd bepaald, is vandaag nog steeds van kracht in Andorra, dat bestuurd wordt door de bisschop van Urgell en de president van Frankrijk, waar het graafschap Foix in was opgegaan. 

## Conflict met Aragón
In de lente van 1280 brak het langdurige conflict tussen Rogier Bernard III en koning Peter III van Aragón uit in een open oorlog. De graaf van Foix vormde een alliantie met ontevreden Catalaanse edelen en graaf Ermengol X van Urgell en kwam in opstand tegen Peter III. Verslagen in Balaguer, moest Rogier Bernard zich op 22 juli 1280 overgeven en werd hij gevangengezet. Hoewel de andere leiders van de opstand in 1281 werden vrijgelaten, bleef Rogier Bernard tot in december 1283 in Aragonese gevangenschap. Hij werd toen vrijgelaten in ruil voor het burggraafschap Castelbon in een poging van Peter III om Franse agressie te vermijden in aanloop naar de zogenaamde Aragonese Kruistocht.
Rogier Bernard steunde de Fransen in deze oorlog en nam deel aan de Franse invasie in Aragón. Op 25 mei 1285 veroverden Franse troepen Elne, op 7 september gevolgd door Girona, die zich na een belegering overgaf. Bij de onderhandelingen in verband met de overgave vertegenwoordigde de graaf van Foix de Fransen. 

## Relatie met koning Filips IV van Frankrijk
In 1290 probeerde Rogier Bernard de bemoeienissen van de seneschalken van Toulouse en Carcassonne in zijn interne beleid te stoppen. Koning Filips IV van Frankrijk weigerde om de seneschalken het zwijgen op te leggen, waardoor hij zijn autoriteit in het zuiden van Frankrijk zou verminderen. Omdat hij vond dat Rogier Bernard zich op die manier ongehoorzaam opstelde tegen de Franse kroon en zo een gebrek aan samenwerking vertoonde, confisqueerde Filips IV als straf twee kastelen van de graaf van Foix. 
Uiteindelijk gaf koning Filips IV in 1293 het bevel aan de seneschalk van Carcassonne om de interne zaken binnen het graafschap Foix aan Rogier Bernard III over te laten. In 1295 benoemde Filips IV Rogier Bernard III tot gouverneur van Gascogne, waarna hij op 29 april zijn geconfisqueerde kastelen terugkreeg. 
In 1295 ontdekte Rogier Bernard III dat de seneschalk van Gascogne zonder zijn toelating de belastingen had verhoogd om de oorlog tegen Engeland te financieren. Als dank hiervoor kreeg hij tussen 1295 en 1298 van de Franse koning enkele kastelen toegewezen. 
Toen Bernard Saisset, de bisschop van Pamiers, de bevolking van Toulouse aanzette tot opstand, vroeg hij aan Rogier Bernard III om deze opstand te leiden. Hij weigerde en lichtte de Franse koning in van de plannen van de bisschop.

## Erfenis van Béarn
In 1252 huwde Rogier Bernard III met Margaretha, oudste dochter van burggraaf Gaston VII van Béarn. Omdat Gaston VII geen zonen had, stelde hij Margaretha in zijn testament aan tot erfgename. Dit werd algemeen aanvaard, behalve door Margaretha's jongere zus Martha en haar echtgenoot, graaf Gerold VI van Armagnac. Later benoemde Gaston VII zijn derde dochter Guillemette tot erfgename, maar na de dood van Gaston in 1290 annexeerde Rogier Bernard III het burggraafschap Béarn.
Na drie jaar van vrede betwistte graaf Bernard VI van Armagnac, de zoon van Gerold VI en Martha, in 1293 deze annexatie en begon hij oorlog met Rogier Bernard III over het bezit van het burggraafschap. Deze oorlog zou erg lang duren en kwam pas in 1377 ten einde.
Toen zijn schoonzus Guillemette in 1300 al haar Catalaanse landerijen aan koning Jacobus II van Aragón schonk, verzette Rogier Bernard zich hiertegen en trok hij aan het hoofd van zijn troepen door de Col de Puymorens.
In 1302 stierf Rogier Bernard III, waarna hij werd bijgezet in de abdij van Boulbonne.

## Nakomelingen
Rogier Bernard III en Margaretha van Béarn kregen volgende kinderen:
- Gaston I (1287-1315), graaf van Foix en burggraaf van Béarn
- Constance, huwde in 1296 met Jan I de Lévis, heer van Mirepoix
- Martha, huwde in 1294 met graaf Bernard IV van Astarac
- Margaretha (overleden in 1304), huwde in 1291 met baron Jordaan V van l'Isle-Jourdain
- Brunissende, huwde in 1298 met graaf Eli VII van Périgord